# المحجر (الضالع)
المحجر أكبر قرى محافظة الضالع هي إحدى قرى الجمهورية اليمنية. وهي تتبع جغرافيًا لمحافظة الضالع. وإداريًا لمديرية دمت. يبلغ تعداد سكانها 2349 نسمة حسب الإحصاء الذي جرى عام 2004حاليا قد يتجاوز التعداد 5000 نسمة.